# أبواب الليل (فلم)
أبواب الليل فيلم دراما وإثارة مصري  للمخرج حسن رضا عام 1969، وقصة وسيناريو وحوار سعد مكاوي. الفيلم من بطولة يوسف شعبان وليلى طاهر وصلاح منصور  وتدور الأحداث حول الشاب محمد الذي يعاني صراع نفسي، ويدفعه الفقر للعمل بتزييف أوراق العملة ولكنه يعود إلى صوابه بمساعدة حبيبته المخلصة.
صدر الفيلم إلى دور العرض المصرية في 9 يونيو 1969.
منح موقع قاعدة بيانات الأفلام العربية «السينما.كوم» الفيلم درجة 5.7/ 10.

## طاقم التمثيل
يوسف شعبان: في دور محمد سلامة
صلاح منصور: في دور حسني منير (يعمل بتزييف الأوراق المالية)
ليلى طاهر: في دور كوثر (زوجة حسني منير)
زيزي مصطفى: في دور صفية سيد (حبيبة محمد سلامة)
مديحة كامل: في دور زيزي (عشيقة حسني منير)
نعيمة الصغير: في دور نرجس (مالكة الحانة)
سعيد صالح: في دور بدران
علية عبد المنعم: في دور أمينة (عمة محمد)
إسكندر منسي: في دور سيد (والد صفية)
شفيق نور الدين: في دور الحاج سلامة (والد محمد)
سيد إبراهيم: في دور الخواجة كرياكو (مالك المطبعة)
سعيد خليل: في دور المعلم الوحش (تاجر العملة المزيفة)
أحمد أبو عبية: في دور عامل في المطبعة
حامد مرسي: في دور مغني حانة نرجس
بالاشتراك مع: محمد السقا – سيد إبراهيم – حسين إسماعيل – أبو الفتوح عمارة – عبد القادر حسين – عبد الغني النجدي.

## أغاني الفيلم
غناء حامد مرسي
قمر له ليالى (الحان داوود حسني) - الواد ده ماله - يمينك سوق

## أحداث الفيلم
يعمل الشاب محمد سلامة (يوسف شعبان) بمطبعة الخواجة كرياكو (سيد إبراهيم) وهو ماهر في عمله لدرجة أن الخواجة يصفه بأنه يستطيع ان يرسم الأوراق المالية ببراعة شديدة. يعيش محمد بباب الخلق مع والده عامل النقش على الفضيات الحاج سلامه (شفيق نور الدين) وتخدمهم عمته أمينه (عليه عبد المنعم). تنشأ علاقة عاطفية بين محمد وصفيه (زيزي مصطفى) ابنة سيد (إسكندر منسى) الكفيف صاحب كشك السجائر. يعاني محمد من صداع مزمن بسبب تفكيره الدائم بمستقبله وصراعه الدائم بين فكرة الصواب والخطأ. كان ضمير محمد واعي ويمنعه من سلوك الطريق الخطأ، ولكن الظروف المعيشية الصعبة تجعله يتغلب على ضميره، ويصبح صيداً سهلاً للمجرم حسني منير (صلاح منصور) عندما يقابله في حانة نرجس (نعيمه الصغير) ويقوده إلى وكره في حي باب اللوق، ويكشف له عن أدوات تزييف أوراق النقد. يمتلك حسنى حانوت للخردوات، وهو متزوج الشابة الطامحة للثراء كوثر (ليلى طاهر) والتي على استعداد، مثل زوجها حسنى، لفعل أي شيء من أجل الثروة. تلقي كوثر شباكها حول محمد لتغرية بالعمل، وتقيم معه علاقة آثمة بعلم زوجها حسنى وهو أيضاً على علاقة آثمة بالفتاة اللعوب زيزى (مديحه كامل) والتي انتشلها من الحضيض إلى عالم الثراء، ويعدها أيضاً بالزواج بعد عملية كبيرة يعد لها. تعلم كوثر بمخطط زوجها، وتنوى هي الأخرى بعد نفس العملية، ان تعود إلى والدتها بالإسكندرية لشراء أحد الفنادق الصغيرة المعروضة للبيع، وتأمل أن يكون معها محمد، الذي كانت تتنازعه الأفكار ما بين حياة الحرام مع كوثر وزوجها، والحلال مع صفية ومهنته الأصلية. يحاول محمد ان يتواصل مع والده وصفية ووالدها، ولكنه لا يستطيع أن يترك حسني وزوجته كوثر وأدوات التزييف. يشعر محمد بالإثم وهو يعطي العملة المزيفة للفقراء من الناس. تتمكن كوثر من إقناع محمد بالانتقال لتزييف أوراق العملة من الفئات الكبيرة حتى يصلوا إلى الثراءالسريع، ثم التوقف بعد ذلك. ينجح محمد في تزييف مبلغ كبير يتم تقسيمه بين الشركاء الثلاثة، ويفترق الجميع كل إلى حيث يحقق حلمه. تتوجه كوثر للمعلم الوحش (سعيد خليل) ليشترى الأوراق المالية المزيفة لتستبدل ما معها بأخرى حقيقية  ولتتمكن من شراء الفندق، لكن الشرطة تتمكن من القبض على الاثنين، ويتوجه حسني إلى حيث عشيقته زيزي ولكن الشرطة كانت بانتظارهم، بينما لا يستريح ضمير محمد بالعملة المزورة، ويتوجه بها إلى مديرية الأمن ويسلم نفسه، مع وعد من صفية بإنتظاره حتى يخرج من سجنه ليجدها في انتظاره.

## يوسف شعبان وأبواب الليل
سأل خالد فؤاد محرر مجلة الجزيرة الفنان يوسف شعبان في 23 أغسطس 2005 عندما ذكر الفنان أن رصيد أفلامه وقتها كان 110 فيلم: «وما هي أبرز وأهم هذه الأفلام؟»، وأجاب شعبان بذكر 8 أفلام كان أحدهم «أبواب الليل»، وأكد على أن وقت ظهوره في عالم السينما كانت الساحة مشغولة قائلاً: «أن الأمر لم يكن سهلاً بأي حال وكانت هناك منافسة شرسة وعنيفة ولكن الحق يقال كانت منافسة شريفة فلم يكن أحد يسعى للقضاء على زميله بأساليب غير مشروعة، لكن الصراع كان على تقديم الأفضل ورغم هذا فقد تعرضت لحروب كثيرة لا أنساها أبداً على صعيد الأجور مثلاً فكان هناك فنانون غير الكبار الذين ذكرت أسماءهم يقومون بتخفيض أجورهم لدفع المخرجين للاستعانة بهم بدلاً مني في بعض الأفلام خاصة وأنني أثبت وجودي في فترة زمنية سريعة وكان عمري صغيراً جداً».

## وصلات خارجية
- مقالات تستعمل روابط فنية بلا صلة مع ويكي بيانات

- أبواب الليل على موقع دهليز
- أبواب الليل على موقع المصباح
- أبواب الليل على موقع كاروهات
- فيلم أبواب الليل على يوتيوب